# Amblygobius tekomaji
Amblygobius tekomaji és una espècie de peix de la família dels gòbids i de l'ordre dels perciformes.

## Morfologia
Els mascles poden assolir els 3,8 cm de longitud total.

## Distribució geogràfica
Es troba a Moçambic i les Seychelles.